# هیلبیلی

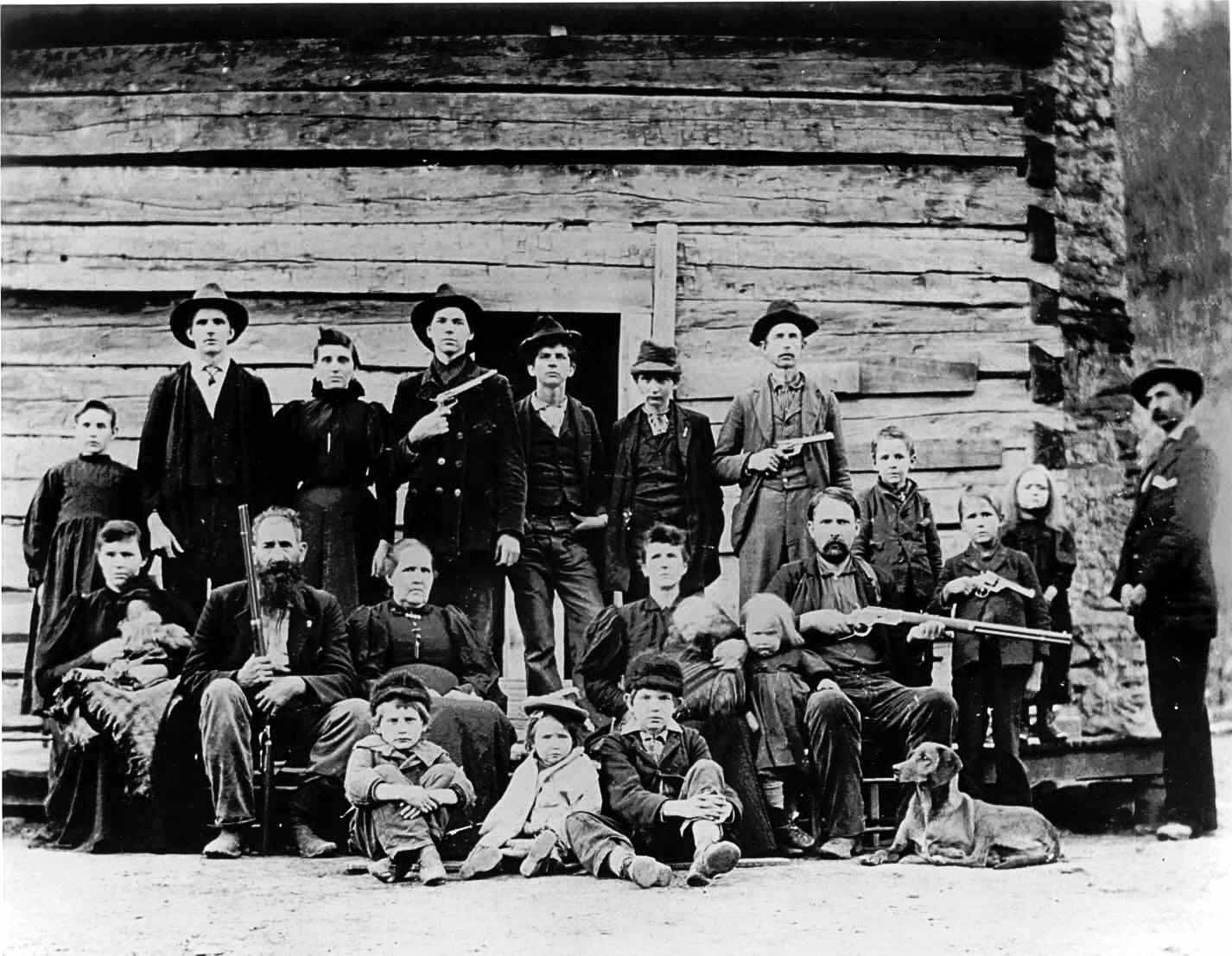
خاندان هتفیلد در ۱۸۹۷.

هیلبیلی (انگلیسی: Hillbilly) لفظیست (غالباً تحقیرآمیز) در اشاره به کسانی که در نواحی روستایی، کوهستانی ایالات متحده آمریکا، مخصوصاً در آپالاشیا، رشته‌کوه اوزارک، کوه‌های اووری و کوه‌های کروی سکونت دارند. این لفظ به دلیل دلالت‌های شدید کلیشه اش، ممکن است از نظر آمریکاییان با تبار اپلچی یا ازرک رنجاننده به نظر برسد. «هیلبیلی» به طور چاپی اول بار در مقاله‌ای در نیویورک جرنال با این تعریف به کار رفت: «هیلبیلی شهروند آزادی اهل آلاباماست که در تپه‌ها زندگی می‌کند، مالی ندارد، آنطور که می‌تواند می‌پوشد، آن طور که دلش می‌خواهد سخن می‌گوید، ویسکی می‌نوشد وقتی به چنگش آورد، و وقتی بخواهد تفنگش را شلیک می‌کند.» این کلیشه از این نظر که خصوصیات مثبت و منفی دارد دوجنبه‌ای است، هیلبیلی‌ها اغلب افرادی مستقل و متکی به خود دانسته می‌شوند که در برابر نوسازی جامعه مقاومت می‌کنند، ولی در عین حال رو به عقب، خشن و غیرمتمدن تعریف می‌شوند. دانشوران استدلال می‌کنند که این دوگانگی بازتاب دهندهٔ جدایی هویت‌های قومی در «آمریکای سفید» است.